# تنفس مائي

رسم توضيحي لعملية دخول الهواء إلى خياشيم السمك وكيفية امتصاص الأكسجين وتصريف الغازات الأخرى.

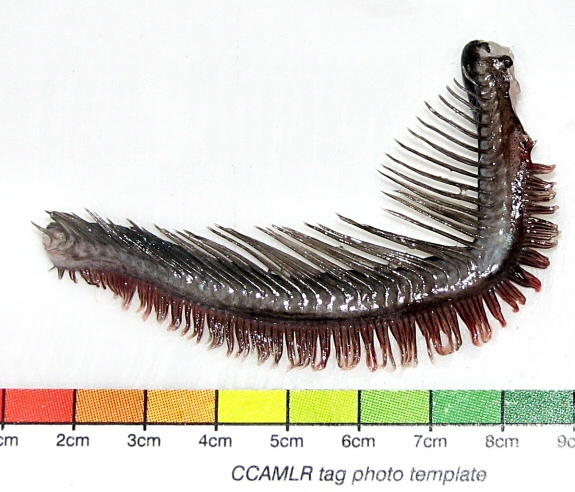
عينة من خياشيم أحد الأسماك مع مقياس للطول.

التنفس المائي هو العملية التي يحصل من خلالها الحيوان المائي على الأكسجين من الماء.

## الأسماك
تتنفّس معظم الأسماك من خلال الخياشيم، لكن أحد أنواع الأسماك تسمى الأسماك الرئوية لأن لها رئة أو رئتين تساعدانها على تنفّس الأكسجين من الهواء إضافةً إلى تنفّسها بالخياشيم. طورت الأسماك جهازًا خاصًا يسمح لها بالاستفادة من أكسجين الهواء. تستخدم الأسماك العملية المعروفة باسم التدفق المعاكس، والتي تتدفق فيها المياه وتدفق الدم في اتجاهين متعاكسين عبر الخياشيم، مما يزيد من انتشار الأكسجين.

## الرخويات
تمتلك الرخويات بشكل عام خياشيم تسمح بتبادل الأكسجين من بيئة مائية إلى الجهاز الدوري. تمتلك هذه الحيوانات أيضًا قلبًا يضخ الدم الذي يحتوي على هيموسيانينين كجزيء التقاط الأكسجين. لذلك، فإن هذا الجهاز التنفسي يشبه نظام الأسماك الفقارية. يمكن أن يشمل الجهاز التنفسي من بطينات الأقدام إما الخياشيم أو الرئة.

## المفصليات
تمتلك المفصليات المائية عمومًا بعض أشكال الخياشيم التي يحدث فيها تبادل الغازات عن طريق الانتشار عبر الهيكل الخارجي. وقد يستنشق آخرون الهواء الجوي في حين يظلون مغمورين، من خلال أنابيب التنفس أو فقاعات الهواء المحتبسة، على الرغم من أن بعض الحشرات المائية قد تظل مغمورة إلى أجل غير مسمى وتتنفس باستخدام حامية.

## الزواحف المائية
جميع الزواحف المائية تتنفس الهواء إلى الرئتين. البنية التشريحية للرئتين أقل تعقيدًا في الزواحف منها في الثدييات، حيث تفتقر الزواحف إلى بنية شجرة مجرى الهواء الواسعة جدًا الموجودة في رئات الثدييات. غير أن تبادل الغازات في الزواحف لا يزال يحدث في الحويصلات الهوائية، ولكن الزواحف لا تمتلك غشاء. وهكذا، يحدث التنفس عن طريق تغيير في حجم تجويف الجسم الذي يتم التحكم فيه عن طريق تقلص العضلات الوربية في جميع الزواحف باستثناء السلاحف. في السلاحف، يحكم تقلص أزواج معينة من العضلات الجانبية.

## البرمائيات
```
كل من الرئتين والجلد بمثابة أجهزة تنفسية في البرمائيات. جلد هذه الحيوانات شديد الأوعية الدموية ورطب، مع الحفاظ على الرطوبة عن طريق إفراز المخاط من الخلايا المتخصصة. في حين أن الرئتين لهما أهمية قصوى في السيطرة على التنفس، فإن خصائص الجلد الفريدة تساعد على تبادل الغازات بسرعة عندما تغمر البرمائيات في المياه الغنية بالأكسجين.
```

## الطيور المائية
يختلف النظام التنفسي عند الطيور بشكل كبير عن تلك الموجودة في الثدييات، والتي تحتوي على خصائص تشريحية فريدة مثل الأكياس الهوائية. كما أن رئتي الطيور لا تملك القدرة على الانتفاخ حيث تفتقر الطيور إلى الحجاب الحاجز والتجويف الجنبي. يحدث تبادل الغازات بين الطيور بين الحويصلات الهوائية والشعيرات الدموية .